# Dubai World
Dubai World (arabisch دبي العالمية) ist eine Investmentgesellschaft der Regierung des Emirat Dubai und verwaltet eine Vielzahl ganz unterschiedlicher Gesellschaften und Projekte aus den Branchen Transport, Logistik, Hafenbetrieb, Schifffahrt, Stadtentwicklung und Finanzdienstleistung. Zu den Beteiligungen zählen namhafte Unternehmen wie DP World, einer der größten Hafenbetreiber weltweit und die Investmentgesellschaft Istithmar World.

## Geschichte
Dubai World wurde von Muhammad ibn Raschid Al Maktum, dem Premierminister und Vizepräsident der Vereinigten Arabischen Emirate, sowie Herrscher des Emirats Dubai durch Dekret und Ratifizierung am 2. März 2006 eingerichtet. Er selbst fungierte als Chairman. Das operative Geschäft übernahm Sultan Ahmed bin Sulayem. Zu Beginn der Geschäftstätigkeit als Holding ab 2. Juli 2006 hatte das Unternehmen bereits mehr als 50.000 Angestellte an über 100 Standorten.
Da Dubai nicht wie das benachbarte Abu Dhabi über Ölreserven verfügt, konzentrierte man sich auf Dienstleistungen um Hafen, Schifffahrt und Handel, sowie Touristik und Immobilien. Insbesondere die Baufirma Nakheel Properties lenkte mit Immobilienprojekten wie Palm Islands, The World und die Dubai Waterfront in kurzer Zeit die weltweite Aufmerksamkeit auf Dubai.
Bei der Übernahme der britischen Reederei P&O im Februar 2006 durch DP World fürchteten namhafte Vertreter der US-amerikanischen Politik um die nationale Sicherheit. Die von P&O betriebenen US-Häfen sollten nicht in die Hände einer arabischen Regierung gelangen. Trotz Unterstützung der Übernahme durch den damaligen US-Präsidenten George W. Bush musste Scheich Al Maktum einlenken. DP World versprach zunächst, den Betrieb der Hafenanlagen New York, New Jersey, Philadelphia, Baltimore, New Orleans und Miami einem amerikanischen Unternehmen zu übertragen. Anfang 2007 wurden die Terminals an die American International Group verkauft, so dass DP World nicht mehr in den Vereinigten Staaten vertreten ist.

## Schuldenkrise
Mit der Finanzkrise ab 2007 gerieten die Schulden der Holding jedoch zunehmend außer Kontrolle. Bis zum Spätjahr 2009 hatte Dubai World Außenstände in Höhe von zirka 59 Milliarden US-Dollar angehäuft und bat am 25. November um Zahlungsaufschub für die Rückzahlung von 26 Milliarden Dollar bis mindestens Mai 2010. Die Regierung von Dubai erklärte, dass Dubai World zwar im Eigentum der Regierung stehe, aber nicht durch die Regierung abgesichert sei. Das Emirat werde daher nicht für die Schulden geradestehen. Seitdem verhandelte die Holding Unternehmen mit Banken und Investoren über die Umschuldung von Außenständen.
Am 14. Dezember 2009 unterstützte das Emirat Abu Dhabi Dubai mit über 10 Milliarden USD, damit der Nachbarstaat den finanziellen Verpflichtungen von Dubai World nachkommen konnte. 4,1 Milliarden USD sollten Nakheel Properties für die Begleichung einer fälligen Anleihe zufließen.
Ein erster Durchbruch bei den Verhandlungen gelang im Mai 2010, aber erst im März 2011 konnte mit allen Gläubigern Einigung erzielt werden, dass zwar die gesamte Summe, aber in zwei Tranchen erst fünf bzw. acht Jahre später zurückgezahlt werden muss.

## Restrukturierung
Im Oktober 2010 wurde, wieder per Dekret, das operative Geschäft Sultan Ahmed bin Saeed al Maktum übertragen, an den Onkel des Herrschers, der zuvor erfolgreich die staatliche Fluggesellschaft Emirates geleitet hatte. Die besonders hart von der Krise getroffenen Projektentwicklungs- und Baufirmen Nakheel und Limitless sind seit Mitte 2011 direkt dem Staat Dubai unterstellt und gehören heute nicht mehr zu Dubai World.